# Ferdinand III. Habsburský
Ferdinand III. (13. července 1608 Štýrský Hradec – 2. dubna 1657 Vídeň) byl císař římský, král český, uherský a chorvatský, markrabě moravský (vše 1637–1657) a arcivévoda rakouský (1608–1657).
Byl jedním z mála Habsburků, kteří měli vojenské nadání. Dokončil rekatolizaci svých zemí a kompromisnějším náhledem na náboženské uspořádání Svaté říše římské, než jaký prezentoval jeho otec, přispěl k úspěšným mírovým jednáním, která ukončila třicetiletou válku.

## První roky
Byl třetím synem (oba starší bratři zemřeli v dětském věku) císaře Ferdinanda II. a jeho první manželky Marie Anny Bavorské. Otec ho nechal korunovat uherským králem v roce 1625, českým králem 1627 a římským králem 1636. Byl horlivým katolíkem. Údajně však neměl rád jezuity, ačkoli byl jimi vychován.
Po smrti Albrechta z Valdštejna (1634) se stal vrchním velitelem císařských vojsk. Účastnil se bitvy u Nördlingenu proti Švédům. Vedl mírové rozhovory, v roce 1635 pomohl vyjednat tzv. Pražský mír s protestantským Saskem.

## Římský císař
Po smrti svého otce (1637) se stal jeho nástupcem jako císař Svaté říše římské. Doufal, že se mu brzy podaří uzavřít mír s Francií a Švédskem. Třicetiletá válka však pokračovala ještě dalších 11 let. Ukončena byla až roku 1648 vestfálským mírem.
V posledním krvavém období války (1644) dal Ferdinand všem vládcům německých zemí právo vést vlastní zahraniční politiku (ius belli ac pacis). Tímto způsobem se císař snažil získat více spojenců pro vyjednávání s Francií a Švédskem. Tento akt však zároveň vedl k postupnému omezení císařské moci ve Svaté říši římské, která se postupně stala spíše formálním spojením zemí. Uzavřením vestfálského míru však Habsburkové značně posílili své postavení ve středoevropských državách.
Obecně vestfálský mír znamenal příklon k absolutismu a také striktní dodržování augšpurského určování náboženství podle panovníka (cuius regio, eius religio), které bylo před válkou v některých zemích praktikováno s určitou benevolencí. Během války nastoupil nový umělecký směr, baroko, které vytlačilo renesanci, což souviselo také s protireformací.
Třicetiletá válka byla také posledním velkým náboženským konfliktem v Evropě, od této doby již nikdy neproběhla takto komplexní válka, která by se odvolávala na náboženství.

## Český král

Erb Ferdinanda III. Habsburského

V zemích České koruny došlo během války a bezprostředně po ní k „době temna“ v důsledku toho, že v tomto regionu bylo za války zabito mnoho lidí a mnoho jich muselo odejít kvůli náboženskému přesvědčení. Jedním z nejvýznamnějších Čechů, kteří odešli, byl Jan Ámos Komenský. V lednu 1644 bylo potlačeno povstání protestantských Valachů a na 300 povstalců bylo popraveno.
V době vlády Ferdinanda III. byly české země nejvíce postiženy boji třicetileté války, za vlády jeho otce Ferdinanda II. boje probíhaly převážně mimo české území. Ferdinand III. pokračoval v rekatolizaci a upevňování absolutistické moci v českých zemích, používal však při tom umírněnějších prostředků než jeho otec. Vyznačoval se dobrou znalostí češtiny a česky a hlasitě zpíval též Svatováclavský chorál v katedrále sv. Víta. V době poválečné konsolidace nechal postavit v roce 1650 na Staroměstském náměstí v Praze mariánský sloup, dále si nechal vyhotovit soupis všech poddaných podle vyznání (1651) a vytvořit první katastr, soupis všech obcí, tzv. berní rulu (1654).
Z doby jeho vlády pochází řada městských znaků. V roce 1646 nechal odvézt české korunovační klenoty do Vídně, do Prahy byly navráceny až v roce 1867. 
V roce 1638 vyňal pražskou Karlovu Univerzitu z pravomoci jezuitů a obnovil lékařskou a právnickou fakultu, tedy v podstatě nastolil uspořádání z doby před vládou jeho otce Ferdinanda II. V roce 1654 pak spojil Karlovu Univerzitu s jezuitskou kolejí v Klementinu (mající také status university) a vytvořil tak tzv. Karlo-Ferdinandovu univerzitu, kde fakulty filosofická a teologická byly pod správou jezuitů. Tato universita se potom vyvíjela se z někdejší svobodné korporace vzdělanců ve státní vzdělávací instituci. Jako jednotná instituce fungovala až do svého rozdělení v roce 1882 na českou Karlo-Ferdinandovu universitu a německou Karlo-Ferdinandovu universitu.
Z příkazu Ferdinanda III. byly pobořeny mnohé české hrady. Důvodem byla obava, aby se opuštěné objekty nestaly útočištěm loupeživých band bývalých žoldnéřů, kteří po skončení války přišli o zaměstnání.
Na druhé straně např. jako titulární majitel města Třeboně tam nechal postavit roku 1638 novou renesanční strážní věž městské radnice na dnešním Masarykově náměstí.

## Osobní život a rodina
Měl odlišnou povahu než jeho otec Ferdinand II. Byl velmi rozvážný a šetrný, snažil se omezit výdaje císařského dvora a státu. Slovem i písmem ovládal latinu, němčinu, španělštinu, italštinu, francouzštinu, češtinu a maďarštinu. Zajímal se o přírodní vědy, zejména fyziku, psal básně a úspěšně též skládal hudbu.
Byl třikrát ženatý a měl celkem 11 dětí. Vedl spořádaný rodinný život, není známo, že by měl milenky nebo levobočky. Ještě za svého života nechal nejstaršího syna Ferdinanda korunovat českým, uherským a římským králem. Ferdinand IV. však předčasně zemřel v roce 1654. Další dva synové zemřeli ještě v dětském věku, následníkem trůnu se tak nakonec stal čtvrtý syn Leopold, který se původně připravoval na církevní kariéru. Nejmladší syn (opět Ferdinand) se narodil dva měsíce před otcovou smrtí. Ferdinand III. se tak nedožil jeho předčasného úmrtí o rok později.
Je pochován v kapucínské kryptě ve Vídni.

## Manželství a potomci

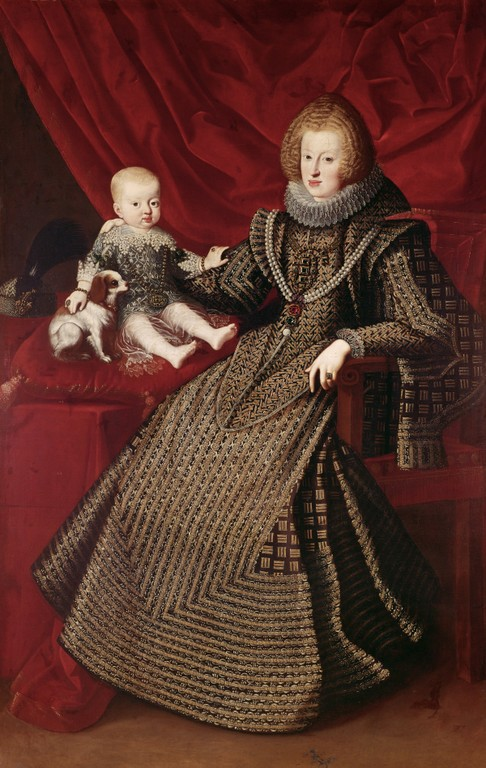
Marie Anna se synem Ferdinandem

V roce 1631 se Ferdinand ve Vídni oženil s infantkou Marií Annou (1606–1646), dcerou španělského krále Filipa III. a Markéty Habsburské, s níž měl tyto děti:
- 1. Ferdinand IV. (8. září 1633 – 9. července 1654), král římský, český a uherský, svobodný a bezdětný
- 2. Marie Anna (23. prosince 1635 – 16. května 1696), ⚭ 1649 Filip IV. Španělský (8. dubna 1605 – 17. září 1665), král španělský, portugalský, neapolský a sicilský
- 3. Filip August (15. července 1637 – 22. června 1639)
- 4. Maxmilián Tomáš (21. prosince 1638 – 29. června 1639)
- 5. Leopold I. (9. června 1640 – 5. května 1705), císař Svaté říše římské, král český a uherský,
  - I. ⚭ 1666 Markéta Habsburská (12. července 1651 – 12. březen 1673)
  - II. ⚭ 1673 Klaudie Felicitas Tyrolská (30. května 1653 – 8. dubna 1676)
  - III. ⚭ 1676 Eleonora Magdalena Falcko-Neuburská (6. ledna 1655 – 19. ledna 1720)
- 6. Marie (*/† 13. května 1646)

Druhou manželkou, s níž měl pouze jednoho syna, se roku 1648 v Linci stala arcivévodkyně Marie Leopoldina Tyrolská (1632–1649).
- 7. Karel I. Josef Habsburský (7. srpna 1649 – 27. ledna 1664), rakouský arcivévoda, velmistr Řádu německých rytířů, biskup pasovský, olomoucký a kníže-biskup vratislavský

Poslední sňatek Ferdinand uzavřel v roce 1651 ve Vídni s Eleonorou Magdalenou de Gonzaga (1630–1686).
- 8. Tereza Marie Josefa (27. března 1652 – 26. července 1653)
- 9. Eleonora Marie Josefa (21. května 1653 – 17. prosince 1697),
  - I. ⚭ 1670 Michał Korybut Wiśniowiecki (1640–1673), polský král a litevský velkokníže
  - II. ⚭ 1678 Karel V. Lotrinský (3. dubna 1643 – 18. dubna 1690), titulární lotrinský vévoda
- 10. Marie Anna Josefa (30. prosince 1654 – 4. dubna 1689), ⚭ 1678 Jan Vilém Falcký (1658–1716), kurfiřt falcký
- 11. Ferdinand Josef Alois (11. února 1657 – 16. června 1658)

## Vývod z předků
|                |                          |  |                    |                         |  |  |  |  |  |  |  | Filip I. Sličný |
|                |                          |  |                    |                         |  |  |  |  |  |  |  |                 |
|                | Ferdinand I. Habsburský  |  |                    |                         |  |  |  |  |  |  |  |                 |
|                |                          |  |                    |                         |  |  |  |  |  |  |  |                 |
|                |                          |  |                    | Jana I. Kastilská       |  |  |  |  |  |  |  |                 |
|                |                          |  |                    |                         |  |  |  |  |  |  |  |                 |
|                | Karel II. Štýrský        |  |                    |                         |  |  |  |  |  |  |  |                 |
|                |                          |  |                    |                         |  |  |  |  |  |  |  |                 |
|                |                          |  |                    | Vladislav Jagellonský   |  |  |  |  |  |  |  |                 |
|                |                          |  |                    |                         |  |  |  |  |  |  |  |                 |
|                | Anna Jagellonská         |  |                    |                         |  |  |  |  |  |  |  |                 |
|                |                          |  |                    |                         |  |  |  |  |  |  |  |                 |
|                |                          |  |                    | Anna z Foix             |  |  |  |  |  |  |  |                 |
|                |                          |  |                    |                         |  |  |  |  |  |  |  |                 |
|                | Ferdinand II. Habsburský |  |                    |                         |  |  |  |  |  |  |  |                 |
|                |                          |  |                    |                         |  |  |  |  |  |  |  |                 |
|                |                          |  |                    | Vilém IV.               |  |  |  |  |  |  |  |                 |
|                |                          |  |                    |                         |  |  |  |  |  |  |  |                 |
|                | Albrecht V. Bavorský     |  |                    |                         |  |  |  |  |  |  |  |                 |
|                |                          |  |                    |                         |  |  |  |  |  |  |  |                 |
|                |                          |  |                    | Jakobea z Badenu        |  |  |  |  |  |  |  |                 |
|                |                          |  |                    |                         |  |  |  |  |  |  |  |                 |
|                | Maria Anna Bavorská      |  |                    |                         |  |  |  |  |  |  |  |                 |
|                |                          |  |                    |                         |  |  |  |  |  |  |  |                 |
|                |                          |  |                    | Ferdinand I. Habsburský |  |  |  |  |  |  |  |                 |
|                |                          |  |                    |                         |  |  |  |  |  |  |  |                 |
|                | Anna Habsburská          |  |                    |                         |  |  |  |  |  |  |  |                 |
|                |                          |  |                    |                         |  |  |  |  |  |  |  |                 |
|                |                          |  |                    | Anna Jagellonská        |  |  |  |  |  |  |  |                 |
|                |                          |  |                    |                         |  |  |  |  |  |  |  |                 |
| Ferdinand III. |                          |  |                    |                         |  |  |  |  |  |  |  |                 |
|                |                          |  |                    |                         |  |  |  |  |  |  |  |                 |
|                |                          |  | Vilém IV. Bavorský |                         |  |  |  |  |  |  |  |                 |
|                |                          |  |                    |                         |  |  |  |  |  |  |  |                 |
|                | Albrecht V. Bavorský     |  |                    |                         |  |  |  |  |  |  |  |                 |
|                |                          |  |                    |                         |  |  |  |  |  |  |  |                 |
|                |                          |  |                    | Jakobea z Badenu        |  |  |  |  |  |  |  |                 |
|                |                          |  |                    |                         |  |  |  |  |  |  |  |                 |
|                | Vilém V. Bavorský        |  |                    |                         |  |  |  |  |  |  |  |                 |
|                |                          |  |                    |                         |  |  |  |  |  |  |  |                 |
|                |                          |  |                    | Ferdinand I. Habsburský |  |  |  |  |  |  |  |                 |
|                |                          |  |                    |                         |  |  |  |  |  |  |  |                 |
|                | Anna Habsburská          |  |                    |                         |  |  |  |  |  |  |  |                 |
|                |                          |  |                    |                         |  |  |  |  |  |  |  |                 |
|                |                          |  |                    | Anna Jagellonská        |  |  |  |  |  |  |  |                 |
|                |                          |  |                    |                         |  |  |  |  |  |  |  |                 |
|                | Marie Anna Bavorská      |  |                    |                         |  |  |  |  |  |  |  |                 |
|                |                          |  |                    |                         |  |  |  |  |  |  |  |                 |
|                |                          |  |                    | Antonín Lotrinský       |  |  |  |  |  |  |  |                 |
|                |                          |  |                    |                         |  |  |  |  |  |  |  |                 |
|                | František I. Lotrinský   |  |                    |                         |  |  |  |  |  |  |  |                 |
|                |                          |  |                    |                         |  |  |  |  |  |  |  |                 |
|                |                          |  |                    | Renata Bourbonská       |  |  |  |  |  |  |  |                 |
|                |                          |  |                    |                         |  |  |  |  |  |  |  |                 |
|                | Renata Lotrinská         |  |                    |                         |  |  |  |  |  |  |  |                 |
|                |                          |  |                    |                         |  |  |  |  |  |  |  |                 |
|                |                          |  |                    | Kristián II. Dánský     |  |  |  |  |  |  |  |                 |
|                |                          |  |                    |                         |  |  |  |  |  |  |  |                 |
|                | Kristina Dánská          |  |                    |                         |  |  |  |  |  |  |  |                 |
|                |                          |  |                    |                         |  |  |  |  |  |  |  |                 |
|                |                          |  |                    | Izabela Habsburská      |  |  |  |  |  |  |  |                 |
|                |                          |  |                    |                         |  |  |  |  |  |  |  |                 |